# ديفيد توساينت
ديفيد توساينت (بالإنجليزية: David Toussaint)‏ هو كاتب أمريكي، ولد في 23 أبريل 1964 في والنوت كريك في الولايات المتحدة.